# Светослав Атанасов (ски бегач)
Светослав Атанасов е български състезател по ски бягане, участник на зимни олимпийски игри, в Сараево през 1984 г. и в Калгари през 1988 г. 

## Биография
Атанасов е роден на 4 август 1960 г. в Ихтиман. Участва в дисциплините 15 и 30 km, както и щафетата 4 × 10 km на състезанията по ски бягане на зимните олимпийски игри в Сараево през 1984 г. и състезанията по ски бягане в Калгари през 1988 г. Класирането на 28-о място на 30 km в Калгари е най-доброто класиране на български ски бегач на тази олимпиада. 
Резултати от Сараево 1984
15 km: 51-ви от 91 участници
30 km: 48-и от 72 участници
щафета 4 × 10 km: 10-а от 17 щафети
Резултати от Калгари 1988
15 km: 49-и от 90 участници
30 km: 28-и от 90 участници
щафета 4 × 10 km: 12-а от 16 щафети